# Gagadon
Gagadon ("Răng Gaga") là một chi động vật móng guốc chẵn, đã tuyệt chủng, sinh sống ở thời kỳ đầu Eocen ở Bắc Mỹ. Loài duy nhất được biết đến là Gagadon minimonstrum, được mô tả vào năm 2014 dựa trên các mảnh răng và hàm dưới được tìm thấy trong thành hệ Wasatch ở lạch Bitter, Wyoming. Chi này được đặt tên để vinh danh ca sĩ Lady Gaga, trong khi tên loài minimonstrum ("quái vật nhỏ") đề cập đến kích thước nhỏ và sự hiện diện của những chỏm nhọn bất thường trên răng.